# Ma femme s'appelle reviens (Les Simpson)
Pour les articles homonymes, voir Ma femme s'appelle reviens.
Ma femme s'appelle reviens (France) ou La Complainte des lamantins (Québec) (Bonfire of the Manatees) est le 1er épisode de la saison 17 de la série télévisée d'animation Les Simpson.

## Synopsis
Homer, pour payer des dettes, a accepté le tournage d'un film pornographique dans sa maison, dans le dos de Marge. Lorsque celle-ci s'en aperçoit, furieuse, elle quitte la maison. Lorsqu'elle appelle chez eux, d'une cabine téléphonique, elle se fait attaquer par un lamantin. Un homme qui les aime vient la sauver et elle décide de rester avec lui. Homer l'apprend et vient la chercher mais celle-ci ne veut pas le suivre...